# Limunovo drvo (film)
Limunovo drvo je jedan od najpopularnijih i najtraženijih dokumentarnih filmova iz 2015. proslavljenog reditelja, rok muzičara i multimedijalnog umetnika Branka Radakovića. On je ujedno i scenarista, snimatelj i montažer tog filma, i to mu je peti po redu dugometražni film u rediteljskoj karijeri.

## O nastanku filma i interesovanju
Limunovo drvo reditelj Branko Radaković je počeo da snima decembra 2013. godine i snimao ga je skoro godinu dana. Za sve to vreme vladalo je ozbiljno interesovanje u medijima i ono nije nimalo izbledelo ni do danas.
U januaru 2015. godine Radaković je počeo da ga montira. Završio ga je krajem jula 2015. godine i onda je krenula turneja bez kraja. Tada je odmah i prikazan po prvi put 30. jula, na 49.-oj Zaječarskoj gitarijadi, u okviru programa ”Gitarijada Free Zone”. Ubrzo je dokumentarac samostalno prikazan u Somboru, a potom je imao četiri samostalne projekcije u Zagrebu, na kojima je eskalirala potpuna ekspanzija euforičnosti oko ovog filma. Iako je i pre imao popularnost, tada je to samo još jače ustoličeno. Do kraja 2015. godine film je prikazan i dva puta u Novom Sadu (prvi put samostalno, a drugi put u okviru ”Koncerta godine”) i Sremskim Karlovcima na 9.-om filmskom festivalu ”Bdenje duše”.
U 2016. godini turneja je nastavljena i film je potukao sva moguća očekivanja.
Imao je samostalne projekcije i učestvovao na filmskim revijama i festivalima u sledećim mestima: Subotica, Vranje, Sremska Mitrovica, dva puta u Beogradu, Velika Plana, dva puta ponovo u Novom Sadu (ovoga puta na festivalu ”Cinema City”), na planini Rudnik (selo Mutanj), Kučevo, Banja Koviljača, Vinkovci, Zenica, Osijek, Šabac i Skoplje.
2017. godine prikazan je u Vlasotincu, Nikšiću, Bečeju, Nišu i četiri puta u Splitu.
Na većini projekcija prisustvovao je i sam autor dokumentarca Branko Radaković, govorio o filmu i vodio razgovore sa publikom nakon projekcija.
2018. godine prikazan je u Lukavcu, Beočinu i ponovo u Novom Sadu, gde je Branko Radaković ujedno promovisao i svoj autorski solo album Pakovanje, a u Lukavcu se predstavio još i kao pesnik i slikar.
2018. godine prikazan je još jednom i u Beogradu.

## Radnja dokumentarca i zanimljivosti
Dokumentarac govori o istoimenoj kultnoj muzičkoj grupi ”Limunovo drvo” koju su 1977. godine osnovali u Beogradu Milan Mladenović, Milan Stefanović i Dragomir Mihailović, a koja se raspala 1980. godine.
Dvojica, danas živih, osnivača benda i njihovi prijatelji sa kojima su sarađivali, prisećaju se tog kreativnog razdoblja.
Iako nisu objavili nijedan album, kroz svedočenja mnogobrojnih poznatih novinara, ličnosti iz sveta rok muzike i umetnosti, razotkriva se zbog čega je ”Limunovo drvo” jedan od najvažnijih srpskih muzičkih sastava.
U filmu se mogu čuti gotovo sve muzičke numere benda ”Limunovo drvo”. Sa autentičnih audio snimaka, to su sledeće kompozicije: “Kažu mi da nemaš”, “Povratak”, “Ne veruj”, “Bluz”, “Tema za 20 minuta”, “Prevaren”, “9. krug”, “7. krug”, “Limunovo drvo”, “Ja sam uvek bio tvoj”, “Crni hleb”, “Nešto u nama”, “Sunce”, “Zrak”, “TV”, “Oko moje glave” i “Trag”.
Sve te numere snimljene su na dva njihova koncerta (na prvom samostalnom koncertu u beogradskom SKC-u iz 1978. godine i prvom i jedinom samostalnom koncertu u novosadskom Studiju M iz 1979. godine) sem pesme ”Nešto u nama” koja je načinjena u jednom od studija Radio Beograda 1979. godine.
Pomenute snimke sa dva koncerta, Branku Radakoviću je poverio njegov lični prijatelj i jedan od osnivača ”Limunovog drveta” (Milan Stefanović Mikica), koji je to dugo imao u svojoj privatnoj arhivi i samo je par numera postavio 2012. godine na YouTube, tako da su se u ovom filmu po prvi put mogle javno čuti, tako dugo, u tajnosti, čuvani snimci sledećih stvari: “Ne veruj”, “Bluz”, “Tema za 20 minuta”, “Prevaren”, “9. krug”, “Limunovo drvo”, “Ja sam uvek bio tvoj”, “Sunce”, “TV” i “Trag”.
Pored toga, Mikica je za potrebe filma samostalno odsvirao i otpevao dve pesme Milana Mladenovića koje je napisao u tinejdžerskim danima: ”Grad” (u potpunosti se razlikuje od istoimene pesme koja se našla na albumu ”S’ vetrom uz lice” EKV-a), i ”Gubitak”. Takođe je samostalno odsvirao i otpevao pesmu Stevana Raičkovića ”Ruke bola” na koju je “Limunovo drvo”, u vreme kada su postojali, napravilo muziku na taj tekst i izvodilo tu stvar.
Za film je takođe doprinos dao fotograf Zoran Rosić Rosa koji je autor najvećeg broja fotografija “Limunovog drveta”.

#### 10 stvari koje je trebalo da znate o grupi ”Limunovo drvo”, a niste imali koga da pitate
I pored uspeha filma i publike koja, ako ništa drugo voli Milana Mladenovića, o njegovom prvom bendu, o kome ovaj film govori, i dalje se dovoljno ne zna. Ovu nepravdu pokušao je da ispravi reditelj Branko Radaković u jednom od mnogobrojnih gostovanja na Radio Beogradu 1 povodom beogradske premijere, u emisiji "Svaštara" kada je naveo "10 stvari koje je trebalo da znate o grupi “Limunovo drvo“, a niste imali koga da pitate. "
1. Započeli su kao akustični trio Dragomir Mihailović Gagi, Milan Stefanović Mikica i Milan Mladenović.
2. Pisalo se da su naziv za grupi dali zbog toga što se najbolje akustične gitare prave od limunovog drveta, ali istina je da se ne zna zbog čega su dali baš taj naziv.
3. Mislilo se da se i da su ime dali po pesmi Alekse Šantića, ali Aleksa Šantić nema pesmu koja se tako zove. Ali istina je da se po tekstu pesme “Ne veruj“ Alekse Šantića Milan Stefanović napravio muziku koju je izvodio na repertoaru grupe “Limunovo drvo“.
4. Na jedan tekst jednog velikog pesnika su stvorili muziku. Bila je to pesma “Ruke bola“ Stevana Raičkovića.
5. Prvu svirku imali su kao predgrupa grupi “Tako“ u Pančevu početkom 1978. godine.
6. Na prvom samostalnom koncertu u SKC-u u proleće 1978. Milan Stefanović nije hteo da učestvuje u izvođenju numere “9. krug“, iako je Milan Mladenović po svaku cenu bio za to da se ona izvede što se na kraju i desilo, a za Mikicu je to bilo suviše radikalno.
7. Iako su žanrovski bili prilično šarenoliki, ipak nisu posedovali u sebi sinfo rok kao što su im poneki novinari i taj podžanr nadenuli pored svih drugih koje su posedovali.
8. Zoran Radomirović Švaba, danas najpoznatiji kao baista “Električnog orgazma“ svirao je ceo mesec avgust 1978. godine u Trpnju sa “Limunovim drvetom“.
9. Imali su kvalitetan autorski material za dva albuma ali nisu izdali nijedan.
10. Prvi javni nastup grupe “Katarina II“ bio je sastavljen u postavi od ljudi koji su svirali u “Limunovom drvetu“.

## Kritičari o filmu
Zoran Tučkar je, između ostalog, napisao:
Autor i redatelj filma Branko Radaković napravio je lavovski posao za koji treba da mu se skine kapa. Prvo, u jeku općeg odiuma prema novom valu, uspio je u filmu izmanevrirati priču da ona ne zvuči patetično i klišejizirano. Film je, s jedne perspektive, solidna i nepretenciozna oda jednoj bezbrižnoj mladosti u danas nepostojećoj državi i akteri koji se pojavljuju u filmu uglavnom izbjegavaju glorificirati novi val. Drugo, i još važnije, Radaković je uspio identificirati Mladenovićevu umjetničku DNA.
Zoran Stajčić je naveo, između ostalog, u svojoj recenziji:
Kao svojevrsni „prequel“ najvećeg buma ex Yu scene, tj. novog vala, dokumentarni film „Limunovo drvo“ je kao dekodirajući element i preduvjet za lakše shvaćanje početka te tadašnje ‘nove ere’ prilično bitan, iako ga prati niz tehničkih nedostataka. Ono što postaje jasno gledanjem filma jest i ta neka nužnost žrtvovanja Limunovog drveta na oltaru dobrobiti budućih glazbenih tokova. To što nikad nisu snimili album jest nepravda prema članovima samog benda koji su vjerovali u svoje pjesme, ali simbolički moment daleko je vrijedniji, a to je da je novi val pobijedio hard rock.
Bojan Pandža je, između ostalog, napisao:
Znači, ovo definitivno nije običan film, niti je priča o korenima EKV-a ili novog talasa. "Limunovo drvo" nam rađe daje uvid kako bi zapravo izgledao dokumentarac Sonje Savić o "Šarlo akrobati" da joj percepcija nije bila iskidana surovim autodestruktivnim načinom života.

## Nagrade
2016.  11. festival dokumentarnog filma ”Zlatna buklija”, Velika Plana – Specijalna nagrada
2016.  5. revija nezavisnih off-filmova Srbije, ”Srpski HOLYWOOD”, Selo Mutanj, na planini Rudnik – Druga nagrada
2016.  25. FESTEF, Kučevo – Srebrni pastir za najbolji scenario

## Spoljašnje veze
- Limunovo drvo (film) на веб-сајту  (језик: енглески)
- Film o prvom bendu Milana Mladenovića Blic
- Jutarnji list
- Blic
- Treći svijet
- Tačno
- Tačno
- Tačno
- urban bug Архивирано на веб-сајту  (30. јун 2018)
- BK TV NEWS Архивирано на веб-сајту  (30. јун 2018)
- Vijesti
- PRIS Архивирано на веб-сајту  (1. јул 2018)
- FILMSKI CENTAR SRBIJE
- Homoljski motivi Архивирано на веб-сајту  (30. јун 2018)